# Olenecamptus formosanus
Olenecamptus formosanus es una especie de escarabajo longicornio del género Olenecamptus, subfamilia Lamiinae. Fue descrita científicamente por Pic en 1914.
Se distribuye por China y Corea. Mide 9-16 milímetros de longitud. El período de vuelo ocurre en los meses de mayo, junio y julio.